# Indonezja na Letnich Igrzyskach Olimpijskich 1956
Indonezję na Letnich Igrzyskach Olimpijskich 1956 reprezentowało 22 zawodników: 20 mężczyzn i 2 kobiety. Był to 3. start reprezentacji Indonezji na letnich igrzyskach olimpijskich.

## Skład kadry

### Lekkoatletyka
Mężczyźni
- Jalal Gozal - 100 metrów - odpadł w eliminacjach
- Maridjo Wirjodemedjo - skok wzwyż - 24. miejsce
- I Gusti Putu Okamona - skok wzwyż - 27. miejsce

### Piłka nożna
Mężczyźni
- Achad Arifin, Ashari Danoe, Jasrin Jusron, Kwee Kiat Sek, Phwa Sian Liong, Rusli Ramang, Mohamed Rashjid, Maulwi Saelan, Chairuddin Siregar, Tan Ling Houw, Thio Him Tjiang, Oros Witarsa, Ramlan Yatim - 5. miejsce

### Pływanie
Mężczyźni
- Habib Nasution

100 metrów st. dowolnym - odpadł w eliminacjach
400 metrów st. dowolnym - odpadł w eliminacjach
- Martha Gultom - 100 metrów st. grzbietowym - odpadła w eliminacjach
- Ria Tobing - 200 metrów st. klasycznym - odpadła w eliminacjach

### Podnoszenie ciężarów
Mężczyźni
- Liem Kim Leng - waga piórkowa - 15. miejsce

### Strzelectwo
Mężczyźni
- Lukman Saketi - pistolet szybkostrzelny - 25. miejsce

### Szermierka
Mężczyźni
- Siha Sukarno

Szabla - odpadł w eliminacjach
Szpada - odpadł w eliminacjach